# جوليس سيغفريد
جوليس سيغفريد (بالفرنسية: Jules Siegfried)‏ هو سياسي فرنسي، ولد في 12 فبراير 1837 في ميلوز في فرنسا، وتوفي في 26 سبتمبر 1922 في لو هافر في فرنسا. حزبياً، نشط في التحالف الجمهوري الديمقراطي.

## مناصب
- انتخب Ministry of Commerce  [لغات أخرى]‏ (6 ديسمبر 1892 – 30 مارس 1893).
- انتخب List of senators of Seine-Maritime [الإنجليزية]‏.
- انتخب list of mayors of Le Havre  [لغات أخرى]‏.
- انتخب list of deputies of Seine-Maritime  [لغات أخرى]‏.